# Epichrysus lamprimoides
Epichrysus lamprimoides är en skalbaggsart som beskrevs av White 1841. Epichrysus lamprimoides ingår i släktet Epichrysus och familjen Rutelidae. Inga underarter finns listade i Catalogue of Life.